# 安多弗 (明尼苏达州)
安多弗（英語：Andover）為美国明尼苏达州阿诺卡县的城市，位于该县中部。总面积90.21平方公里，总人口30,598（2010年美国人口普查）。